# Pavelló de la Ciutat de Barcelona
El Pavelló de la Ciutat de Barcelona és un edifici de l'Exposició Internacional de 1929 a la muntanya de Montjuïc, catalogat com a bé cultural d'interès local.

## Història
Dins del pla urbnanístic per al recinte de l'exposició, realitzat per Josep Puig i Cadafalch, l'Ajuntament de Barcelona va encarregar aquest pavelló a l'arquitecte Josep Goday, que va realitzar l'encàrrec en poc més d'una setmana. El projecte va ser materialitzat l'hivern de 1929 pels contractistes Pujadas i Llobet en tan sols dos mesos d'obres. En la decoració hi treballaren els escultors Eusebi Arnau (contractat pel mateix Goday), Frederic Marès (contractat per l'Ajuntament) i Pere Jou.

## Descripció
Es troba a la confluència entre l'avinguda de Rius i Taulet i el carrer de la Guàrdia Urbana, a la mateixa esplanada (plaça de Carles Buïgas) on hi ha la Font Màgica, per bé que en l'actualitat queda amagat darrere d'un hangar de la Fira de Barcelona.
De planta rectangular i amb una superfície total de 2.115 m², comprèn semisoterrani, planta baixa, un pis i terrat transitable. Segueix esquemes noucentistes en la combinació de l'obra vista (als murs) amb elements de pedra de Montjuïc (al sòcol, les obertures i la balustrada), de terra cuita (al ràfec) i de bronze (als aplics escultòrics). La seva construcció destaca per la utilització d'acer en les bigues i jàsseres i formigó per als fonaments i la coberta. Amb tot, destaca per sintetitzar les innovacions de l'arquitectura italiana i escandinava de l'època, donant lloc a un edifici de proporcions clàssiques, però de disseny antiacadèmic alhora. Mentre les façanes laterals i posterior foren dissenyades amb gran austeritat, ornades tan sols per les finestres rectangulars de pedra i llur emmarcament en forma d'arc de maó, la façana principal destaca per la seva complexa composició:
Al bell mig de la façana s'hi obrí un gran portal allindanat de pedra, flanquejat per dues pilastres toscanes amb el fust ornat a quarterons i amb un entaulament amb la inscripció CIVDAD DE BARCELONA. Sobre aquest portal hi reposa un relleu de bronze que mostra l'escut de la ciutat flanquejat per dos lleons rampants, obra de Frederic Marès. La planta superior s'obre damunt del portal per mitjà de tres arcs de mig punt de pedra flanquejats per dos comtes de Barcelona de bronze amb llur escut i amb els carcanyols ornats amb dues caravel·les de bronze i dos medallons de pedra representant Sant Sever i Sant Oleguer, patrons de la ciutat. Una balustrada de pedra blanca remata aquest cos central amb dues escultures femenines amb cistelles de flors.
El cos central queda tancat per dues galeries simètriques d'arcs cecs de maó que recullen les finestres rectangulars de la planta baixa, flanquejats ambdós per dues semicolumnes coronades per les figures dels arcàngels Sant Gabriel i Sant Miquel i dos cavallers amb l'escut dels mercedaris, realitzats per Eusebi Arnau. Aquests cossos queden rematats per un ràfec cassetonat de terra cuita.